# 霧島国際音楽ホール

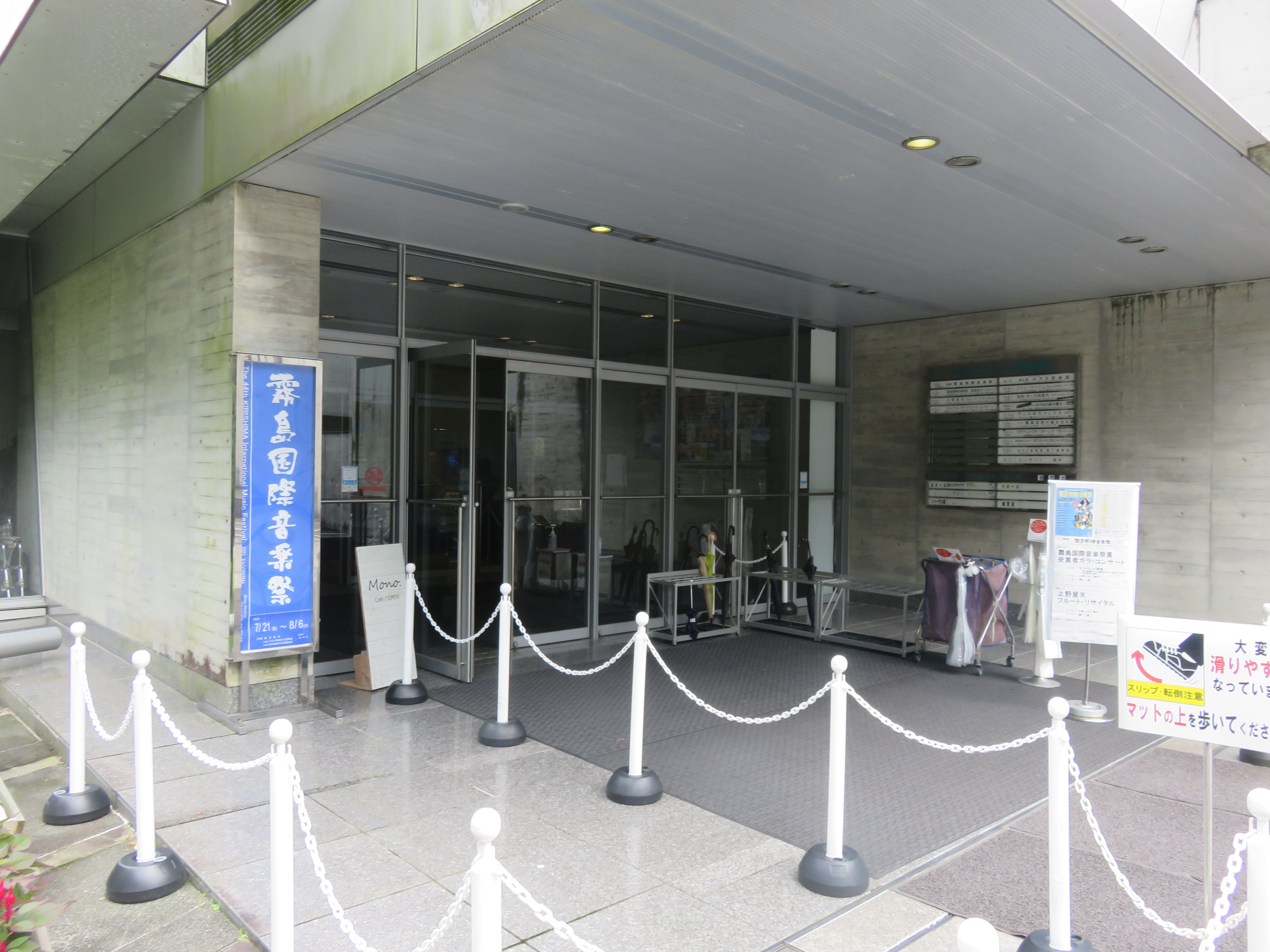
正面玄関

霧島国際音楽ホール（きりしまこくさいおんがくホール）は、鹿児島県霧島市牧園町高千穂にあるコンサートホールである。愛称はみやまコンセール。
1994年（平成6年）7月22日に開館。運営は鹿児島県文化振興財団が行っている。霧島国際音楽祭のメイン会場である。同音楽祭のために建設された当ホールは、国際音響学会で「奇跡のホール」と称賛された音響を誇り、BCS賞、公共建築百選、優良ホール100選、地域創造大賞、JIA25年賞にも選ばれている。
約55,366平方メートルの敷地には菩提樹が生え散策路があり、自然と音楽を満喫できる空間となっている。

## 概要
国内有数の音響施設を備えている音楽専用ホール。クラシック音楽、ジャズ、三味線など様々な分野のコンサートや催しもの、合奏、吹奏楽、ピアノの発表会や実技研修、ロックバンドの合宿練習、大規模な式典や大会、シンポジウムなど様々な用途に使用されている。毎年、世界的な音楽家が集い開催される、霧島国際音楽祭のメイン会場でもある。
鹿児島県によって建設された。総工費は約36億円。2016年（平成28年）時点で造ると50億円でも不可能と言われている。周辺環境の整備も、地元の自治体が行っている。建物の外観は、外洋に乗出す大きな船をイメージした形であり、屋根は霧島連峰の山並みをイメージした三角形の24面体となっており、そのデザインはユニークでありながらも自然に溶け込んでいる。内装は全て木調仕上げで、温かい雰囲気を醸し出している。当ホール敷地内の霧島山が見える丘には、ゲルハルト・ボッセの石碑も建っている。
周囲は雄大な自然に囲まれ、天気の良い日にはガラス張りのロビーから霧島山が見えるため、「緑の中の音楽堂」と形容される事もある。近隣は、霧島ジオパークに認定されている観光地であるため、登山ができる山、ゴルフ場、温泉なども楽しめ、宿泊施設も在る。2019年（令和元年）末より始まった新型コロナウイルス感染症の世界的流行以前は、世界中から年間約5万人が訪れる施設であるが、市街地から離れた場所という立地上、行ったことが無いという霧島市民や鹿児島県民も少なくなく、生活に身近な場所としてもっと気軽にみやまコンセールを利用して欲しいと願う声もある。
当ホールを運営する公益財団法人鹿児島県文化振興財団は、当ホールに加え宝山ホール、霧島アートの森、鹿児島県上野原縄文の森の各施設において特典を受けられ、財団が毎月発行するイベント情報誌「憩」が届く、年会費制会員制度「かごしまミューズ・クラブ」を行っており、当ホールに事務局が在る。当ホールの特典としては、当ホールが主催する公演のチケットを、一般発売の約2週間前から先行予約できる特典、当ホールが主催する公演のチケットを、1公演につき会員一人4枚まで、10%割引で購入できる特典、必要に応じ当ホールの演奏会等の情報を得られる特典が用意されている。
1993年（平成5年）11月1日、みやまコンセールという愛称に公募で決定。ポスターやチラシなどの広報には、愛称の「みやまコンセール」が、手続き上の書類には正式名称の「霧島国際音楽ホール」が使用されている。みやまコンセールという愛称の名付け親は、鹿児島の友人から当ホールの愛称を募集している事を耳にし、認知症防止のためと募集した仙台市の主婦で、県内外から寄せられた1074の名前の中から選ばれた。鹿児島おはら節の歌詞「花は霧島」からミヤマキリシマを思い出し、考え付いた愛称であり、みやまコンセールのみやまは、深山渓谷、御山、美山など霧島の山並みを表す言葉からとったもので、ミヤマキリシマのように皆に愛されるようにという願いも込められており、コンセールは音楽会を意味するフランス語である。
2015年（平成27年）1月には、女性職員がデザインした当ホールのPRマスコットキャラクター「チェロまろ」が誕生し、当ホールのパンフレットやウェブサイトなどで使用され始め、2015年（平成27年）7月11日には当ホールにおいて、チェロまろの着ぐるみを披露するイベントが行われた。チェロまろは、みやまコンセールの妖精で、みやまの森に棲み音楽をこよなく愛するというキャラクターで、チェロの体型をしており、霧島国際音楽祭などをはじめとした同ホールで行われるコンサート情報などを紹介する役割を担う。
2018年（平成30年）8月、インターネットでのチケットの販売を開始。2020年（令和2年）、新型コロナウイルス感染症の流行により3月から、自主事業をはじめとした様々な公演などが縮小、もしくは中止となる。

## 自主事業
みやまコンセールでは、高校生以下20人以上、もしくは一般30人以上で事前に申し込む事により開催する事が可能な「ミニ・コンサート」も行われており、ミニ・コンサートは入場料を支払う事で3歳以上の一般人も当日入場でき鑑賞できる。ミニ・コンサートは鹿児島県内外で活躍する「みやまコンセール協力演奏家」がクラシック音楽から馴染みのポピュラー音楽まで約1時間の演奏を披露。ミニ・コンサートは、2013年（平成25年）4月19日の回で入場者が10万人を突破し、2016年（平成28年）11月16日の回で千回を突破している。コンサート終了後には研修旅行、修学旅行、遠足などの思い出作りや記念に鑑賞者の学生らの合唱や演奏を、制作料金を支払う事でCDに録音することも可能。
他にも、事前申し込み制で料金を支払う事により、鹿児島県内における小学校、中学校、高等学校の芸術鑑賞会、地域の行事も開催でき、イベント等に伺う出前コンサートの「おとどけコンサート」、みやまコンセールが年度ごとに開催場所を決め、みやまコンセールと協力演奏家のPRを兼ね、みやまコンセールから遠く離れた地にある市町村において行うコンサートの「さてらいとコンサート」、有料で音楽に関する講習などが行われる「みやま音楽アカデミー」も実施している。
霧島九面太鼓と霧島神楽を無料で披露し、写真撮影もできる「郷土芸能の夕べ」も定期的に開催されており、霧島市内の小学生、中学生、高校生なら無料で鑑賞できるコンサートなども行われている。みやまコンセール協力演奏家らの出演で、2014年（平成26年）11月8日には開館20周年記念謝恩コンサートが、2019年（令和元年）9月16日には開館25周年記念みやまサンクス・コンサートが、2024年（令和6年）9月28日には開館30周年記念みやまサンクス・コンサートが開催された。
みやまコンセール協力演奏家は、みやまコンセールが1995年（平成7年）に主催するミニ・コンサートの出演者として依頼したのが始まり。2009年（平成21年）4月からは、演奏家同士が互いに切磋琢磨し、さらなる技能向上を助成する場の提供を目的として、正式に設置された。原則として鹿児島県内在住の社会人を対象に募集されており、オーディションを行った上で協力演奏家として登録され、毎年度更新制としている。みやまコンセール協力演奏家は、みやまコンセールが開催する「ミニ・コンサート」、鹿児島県内各地の自治体や学校等へ訪問して演奏する「おとどけコンサート」「さてらいとコンサート」、協力演奏家自身が企画する「みやま・スペシャルコンサート」などに出演し、鹿児島県民に広く音楽鑑賞の機会を提供することで、鹿児島県の音楽文化向上の一翼も担っている。
初年度の登録者数は54名だったが、2004年（令和6年）9月時点で85名が登録している。2024年（令和6年）度の楽器別内訳は、ピアノ22名、弦楽器がヴァイオリン5名、チェロ1名、コントラバス1名、ヴィオラ・ダ・ガンバ1名、ハープ1名、クラシック・ギター2名、津軽三味線1名、箏1名、管楽器がフルート7名、オーボエ1名、ファゴット2名、クラリネット4名、サクソフォーン6名、トランペット4名、ホルン1名、トロンボーン1名、ユーフォニアム2名、チューバ1名、リコーダー2名、マリンバ3名、声楽がソプラノ11名、メゾソプラノ1名、カウンターテナー1名、テノール2名、バリトン2名。

## 施設構造
構造は鉄筋コンクリート造。55,366平方メートルの広大な敷地に、音楽ホールのほか、野外音楽堂、眺望広場が点在している。各施設は有料で貸し出しも行っている。
汚物流しのシャワーが備わったオストメイト対応トイレも館内に配置されている。中二階ロビーには、テーブルや椅子が設置された休憩室がある。屋内のエレベーターは、楽器などの搬送にのみ利用できるリフトとなっている。
敷地内の屋外にはモニュメントも設置されている。C駐車場そばには、宝くじの普及宣伝事業として2004年（平成6年）に日本宝くじ協会により設置された、マルタ・パン（英語: Marta Pan）による1994年（平成6年）作「風景の断片」がある。正面玄関近くには、高橋清による1994年（平成6年）11月作「希望と瞑想」がある。
建物概要（音楽ホール本体）
地上2階 地下1階
建築面積：3,191m²
延床面積：4,904m²

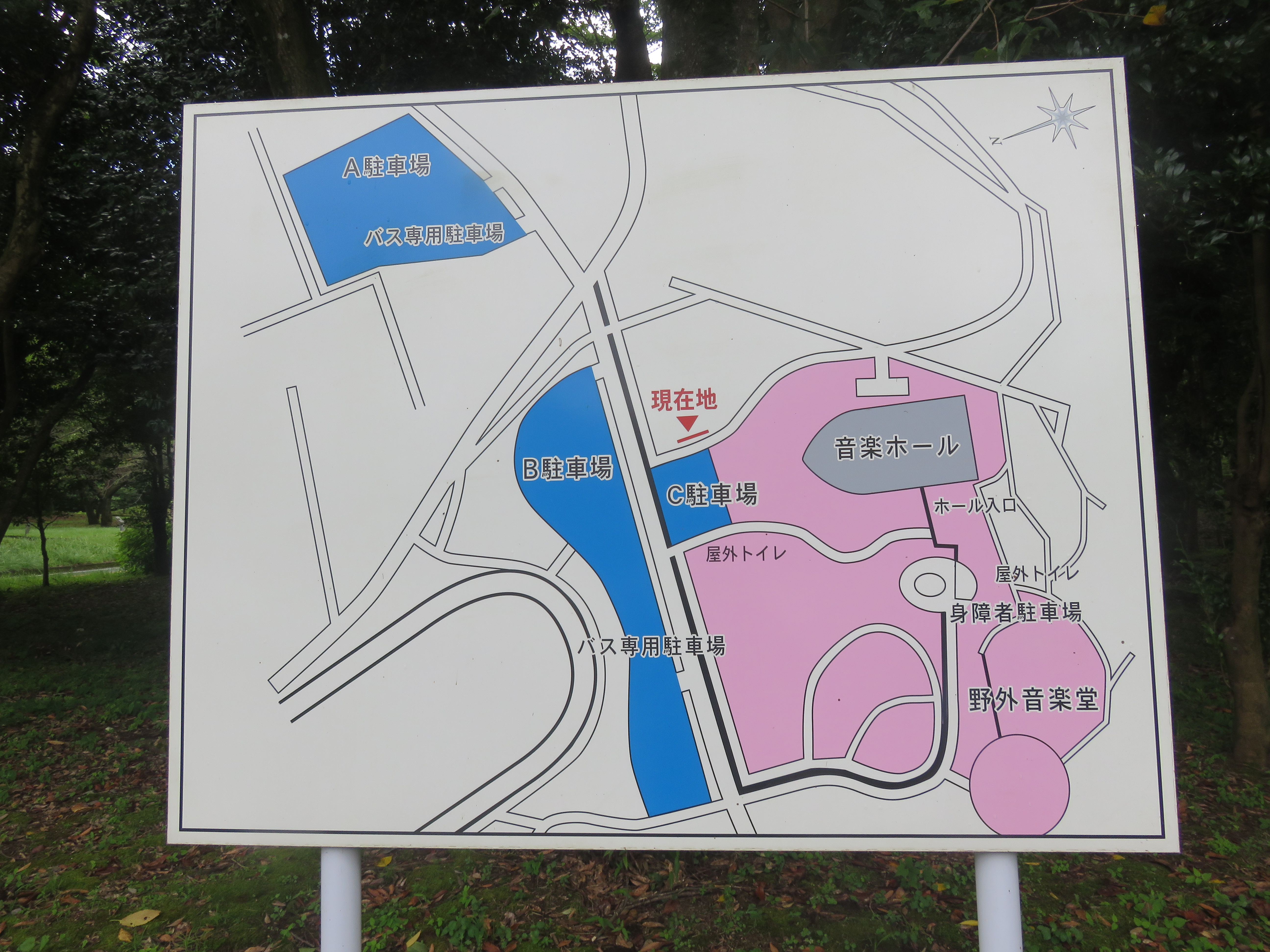
案内図
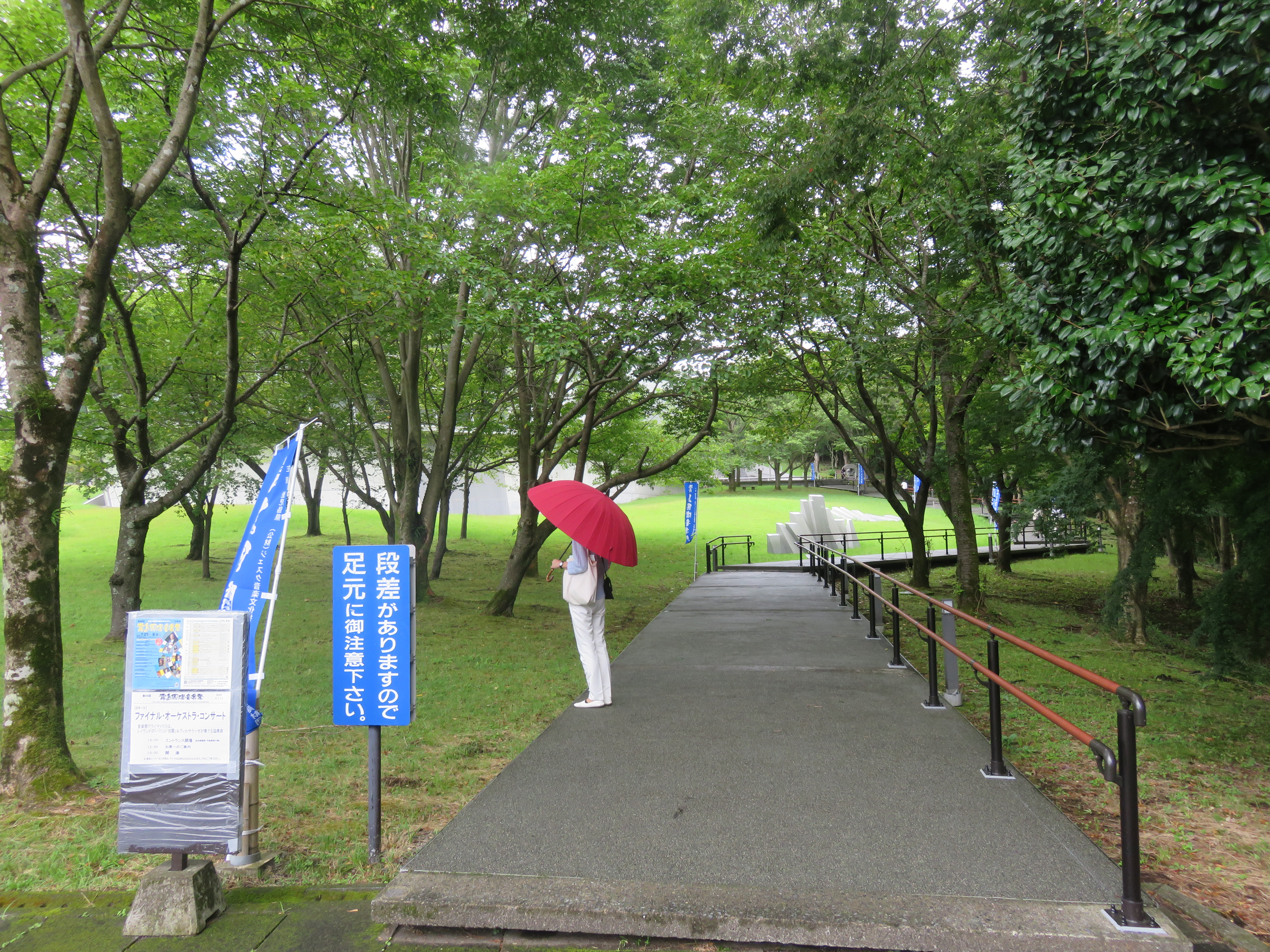
屋外の歩道
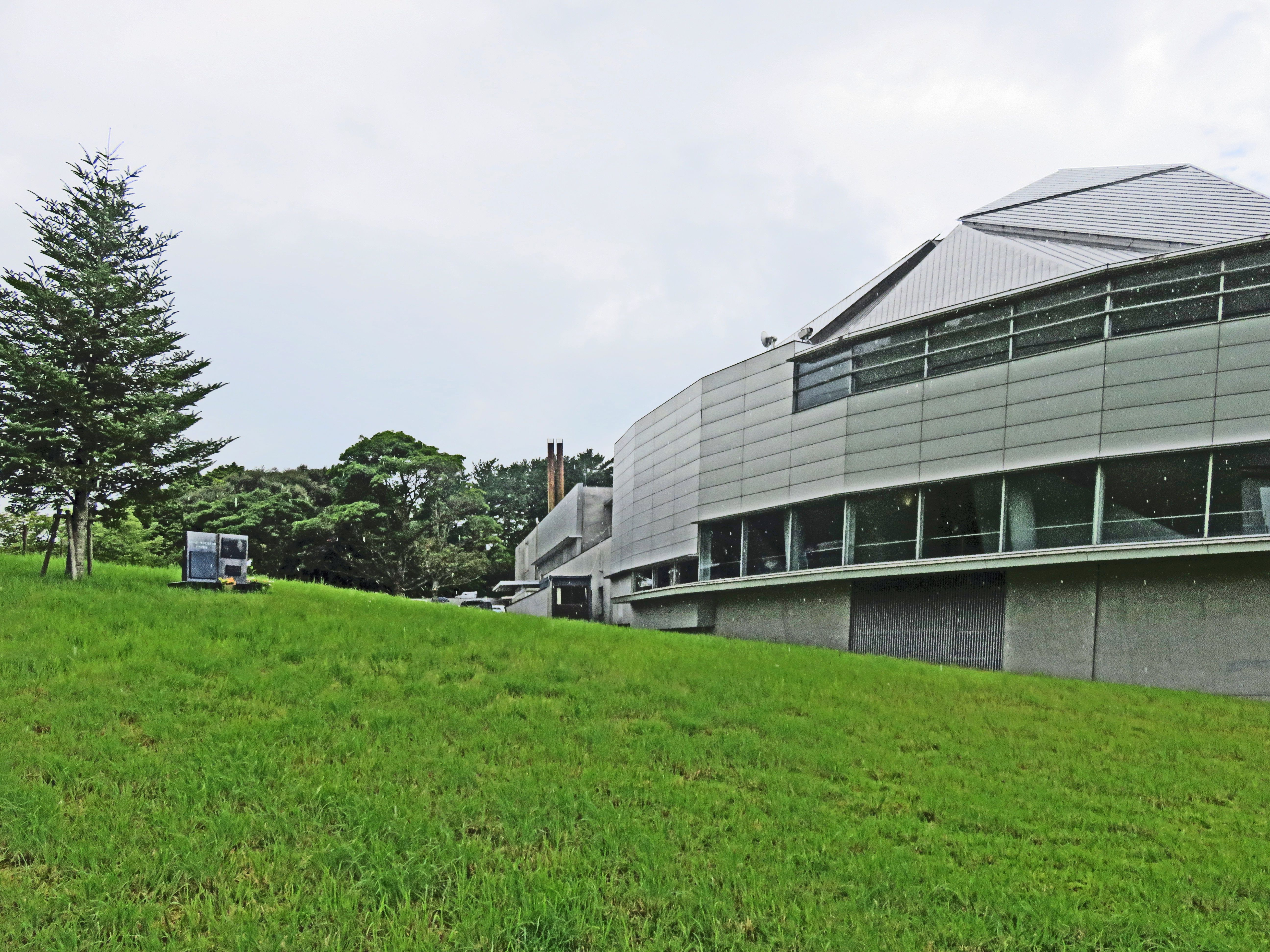
ゲルハルト・ボッセ 記念碑
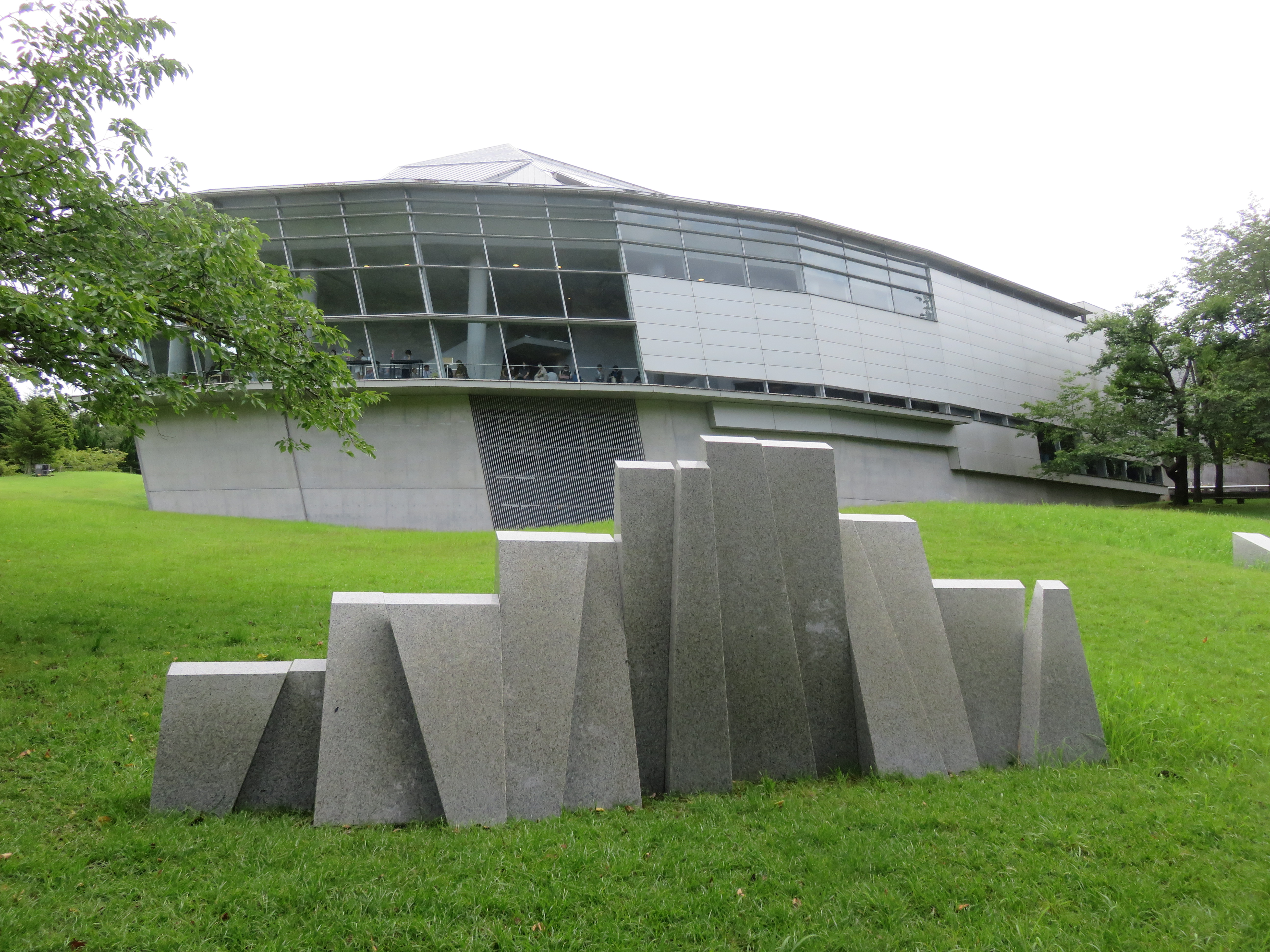
マルタ・パン 作「風景の断片」
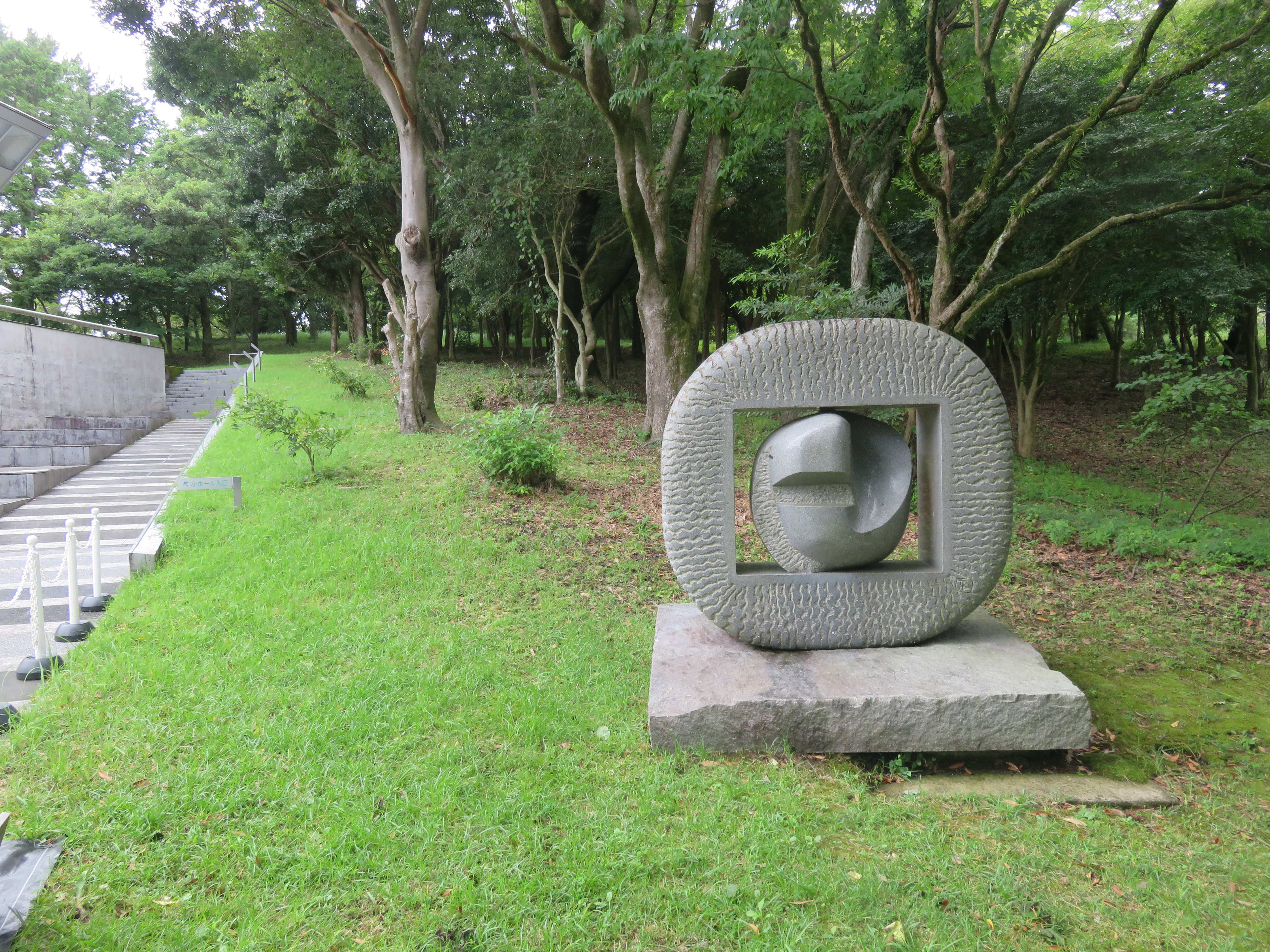
高橋清 作「希望と瞑想」

### 主ホール
音に包まれるような立体感のある豊かな響きが特徴の音響に優れたホール。オーケストラ、室内楽、リサイタルなどにも適した大きさである。舞台は、間口17m、奥行き9m、高さ14m。観客席は、1階が518席、2階が252席の計770席。1階には車椅子席もある。2階の観客席はバルコニー席となっており、舞台近くまでありホールを包み込むような配置になっているため、観客との一体感を感じ観客の中で演奏していると感じる雰囲気をつくりやすいと感想を述べる音楽家もいる。控室は4部屋あり、アーティストラウンジも附属している。
修学旅行や研修旅行などの記念に、ホールでの演奏や歌をCDにする事も可能。
主ホールのロビーには、アルマンによる1990年（平成2年）作「アルテミスとアクタイオン」、鹿児島友の会、牧園友の会、霧島友の会により2004年（平成16年）7月25日に贈られたゲルハルト・ボッセの胸像、池川直による2005年（平成17年）作「過去と未来」が設置されている。

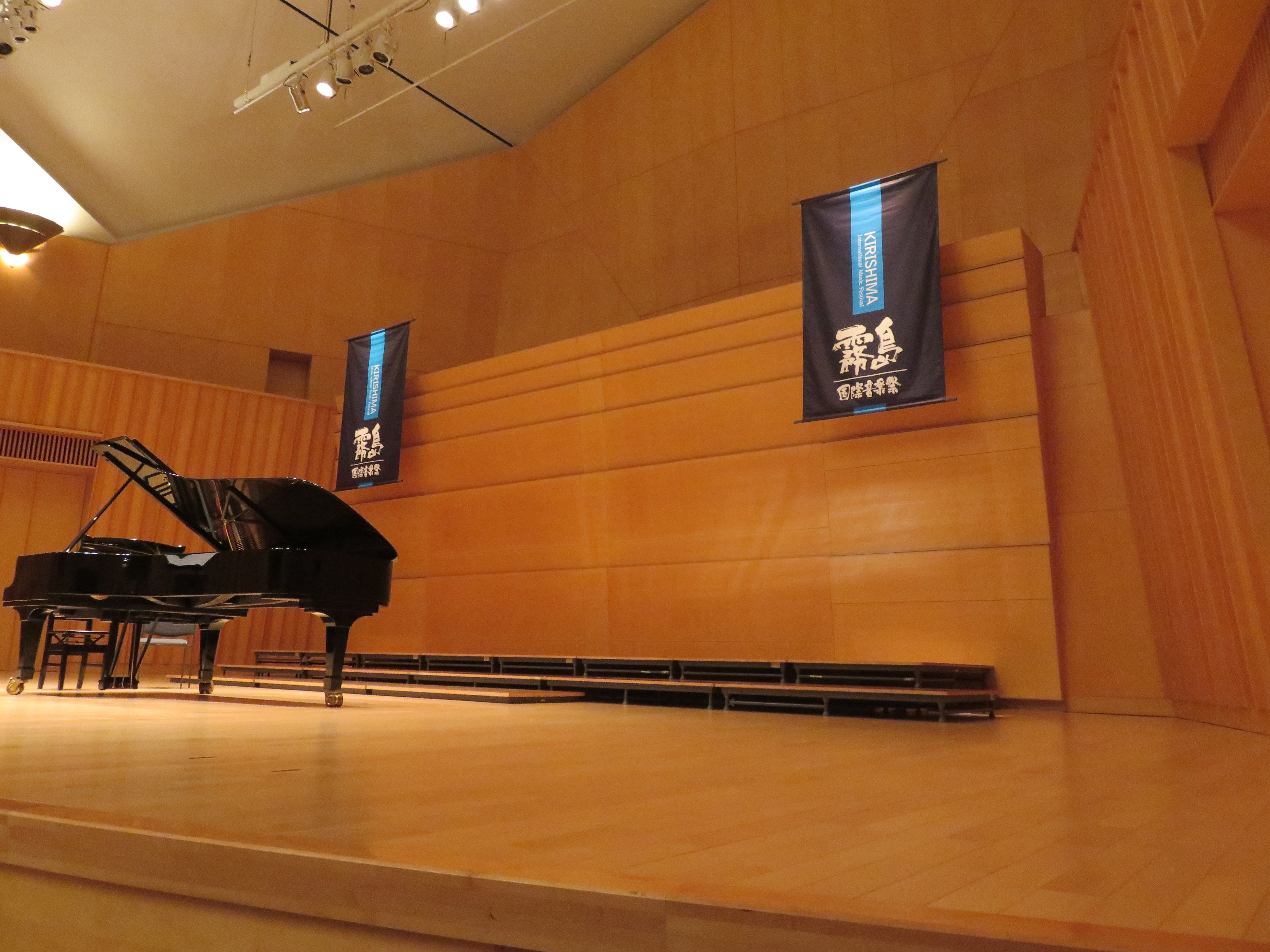
主ホール
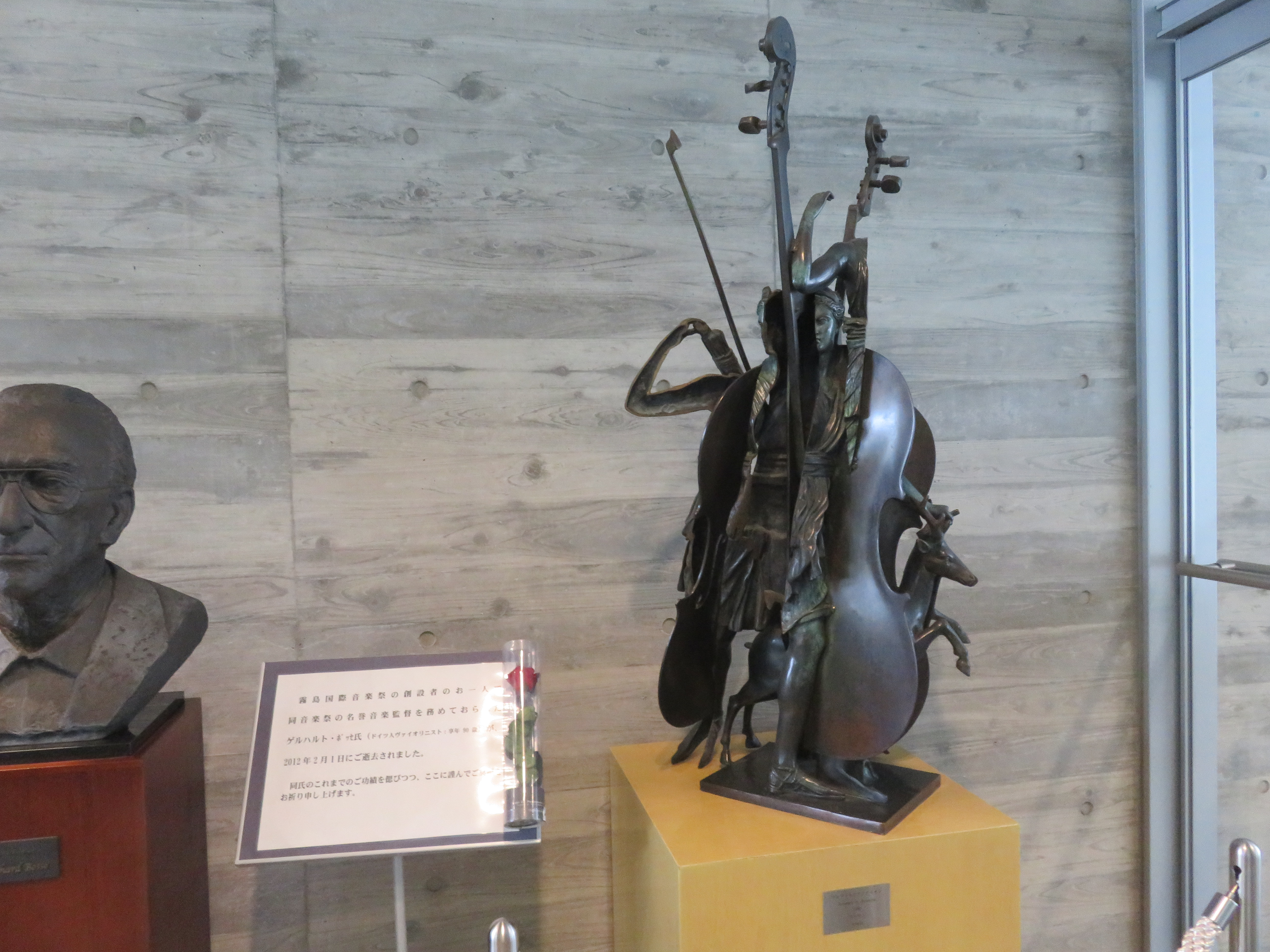
アルマン 作「アルテミスとアクタイオン」
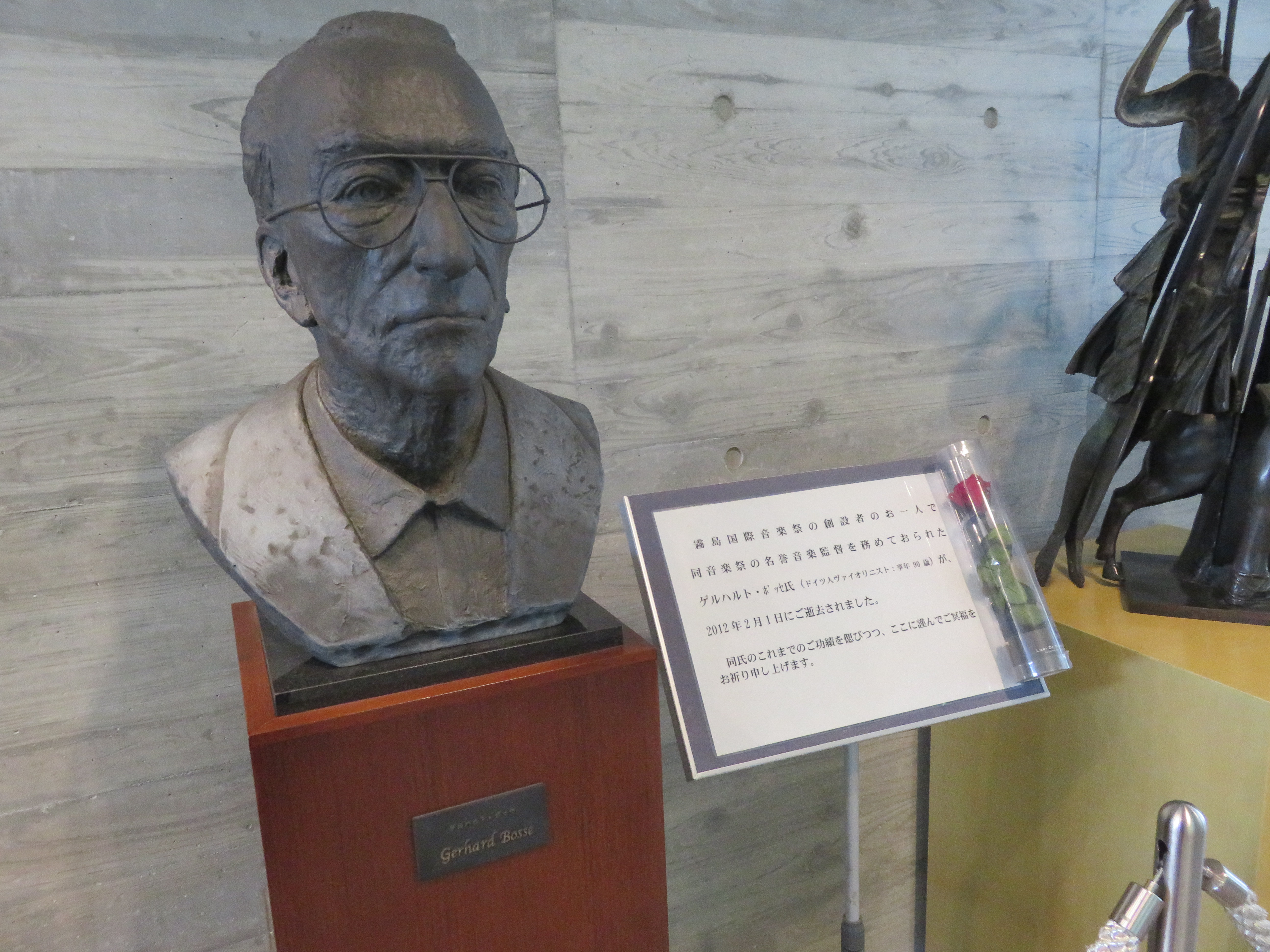
ゲルハルト・ボッセ 胸像
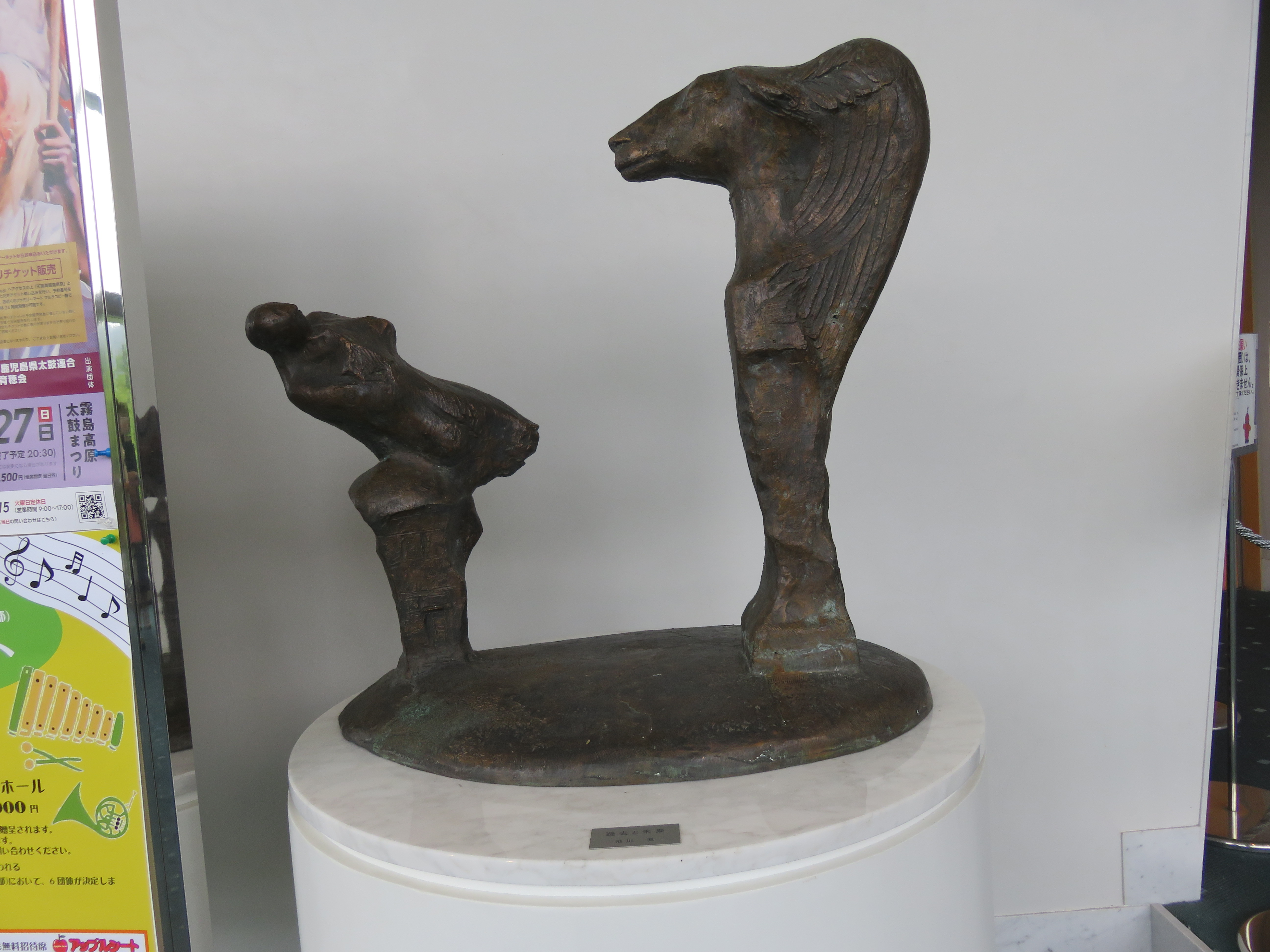
池川直 作「過去と未来」

### 野外音楽堂

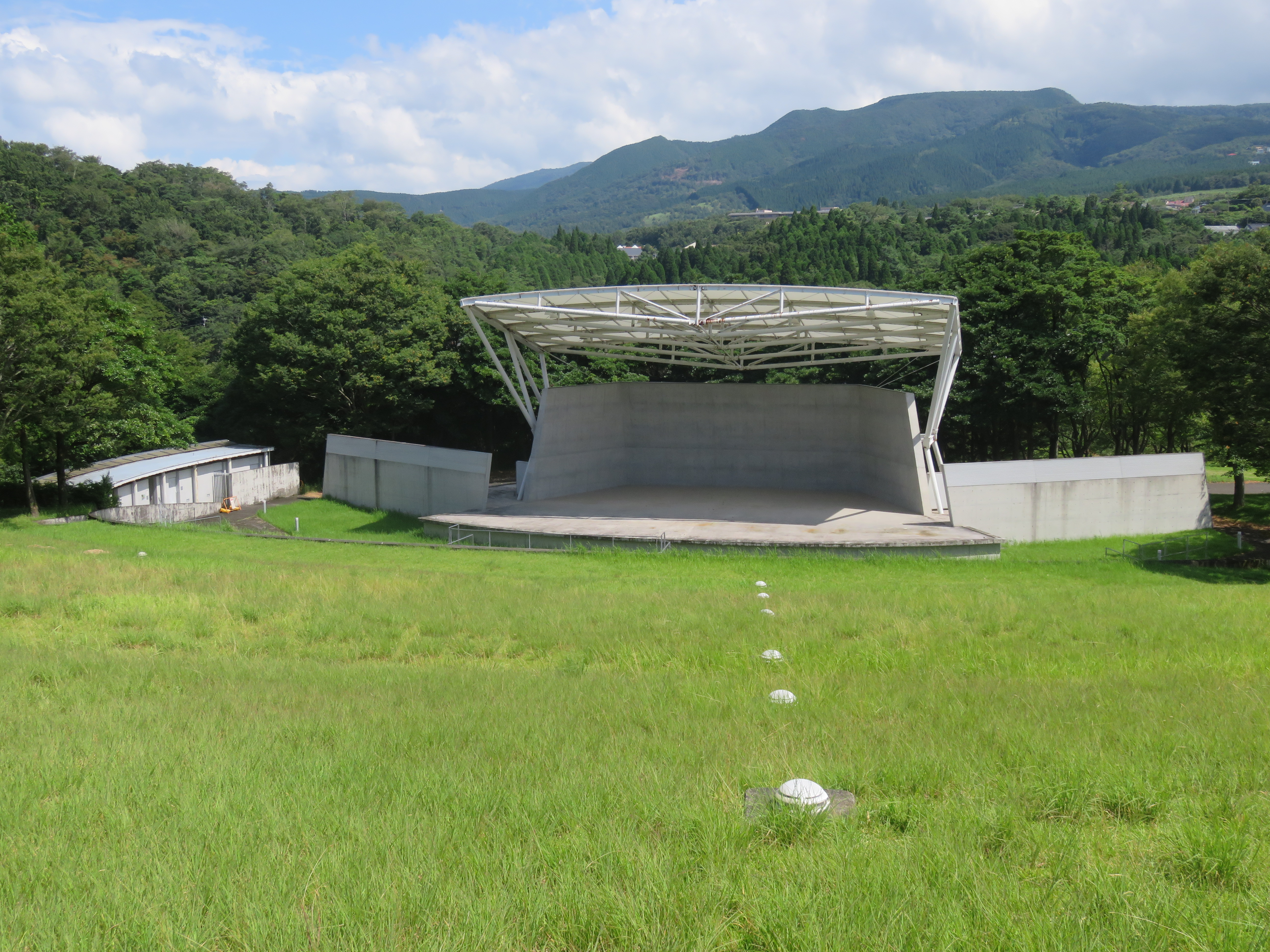
野外音楽堂

大規模な野外イベント、野外ライブ、ダンスイベントの他、様々な演奏会なども行える。練習だけの利用も可能。舞台は、テフロン幕の屋根付きで、間口20m、奥行き15.5m、高さ9.2m。敷地面積は約4千平方メートル。自然の傾斜を利用した客席は固定席が無く、約4千人を収容できる。開催されるイベントによっては、芝生に寝転がりながら音楽と自然を楽しむことも可能。控室は、2部屋ある。舞台照明の投光スペース及び、舞台照明や舞台音響の調整スペースも備えている。
敷地面積は、約4000平方メートル。野外音楽堂の周囲にはヒノキ、ホルトノキ、クスノキ、山桜などが植えられており、緑の中で風を感じながら、四季折々の自然も楽しめる。

### その他の施設
小ホール、リハーサル室
小ホールの面積は、14m×12mの196平方メートルであり、収容人数は固定席無しで最大約200人まで収容でき、3人がけの机を使用した時には約100人を収容できる。
リハーサル室の面積は、10m×8mの71.3平方メートルであり、固定席無しで最大約40人を収容可能。
どちらも固定席が無いため、座席の配置に縛られない自由な会場作りが可能。小さな部屋ながら音響効果は抜群なため、中規模や小規模のグループによる演奏などの音楽会、練習会場にも最適な部屋である。小ホールを本会場、リハーサル室を分会場とした各種の会議や研修会なども開催する事が可能。
練習室
当ホールは、講習会を兼ねる霧島国際音楽祭のメイン会場でもあるため、練習室は全部で8部屋ある。面積は、23.3平方メートルの部屋からから30.1平方メートルの部屋まであり、1室5名から6名でゆったり利用する事も可能。小ホールやリハーサル室と組み合わせて練習することも可能。全室にグランドピアノ、またはアップライトピアノを完備しており、練習室1、5、6はピアノが2台配置されている。ティンパニセットのほか、練習室8にはドラムセット、ギターアンプやベースアンプなど各種アンプが常備されているため、サークル等での合唱や吹奏楽における合奏、分奏、パート練習のみならず、ロックや軽音楽等のグループ練習も行える。
喫茶コーナー
中二階の奥にあり、霧島の山々を眺めながらコーヒー等を味わえる喫茶コーナー「Cafe Mono. みやまコンセール店」が、不定期で営業している。
親子室
乳幼児など小さな子供連れの者が安心して鑑賞できるよう、舞台はガラス越しに観覧し、舞台の音はスピーカーから聴けるよう設計された防音の部屋。1階観客席の奥にあり、椅子があり授乳などにも利用でき、おむつの交換などに利用できるベビーベッドも配置されているベビールームになっている。ただし、開催される公演などによっては使用できない場合もある。

## 音響
主ホールの音響設計は安藤四一。助教授時代に鹿児島県からの依頼を受け音響設計を行った。音響設計は、どんなに有名な設計者が行っても必ずしも成功するものでは無く、ホールによっては音の響きの関係で聞き辛い場所があるものだが、それを無くすため、どの座席に座っても同じように綺麗な音響になるよう、安藤の長年の研究成果に基づいた音響学を駆使し、ホールの隅々まで同じ音質で行き渡るための緻密な計算によって設計されており、プレファレンス理論により各座席で最大効果になるよう計算されている。
主ホールは、シューボックス型を基本として、細かいひだのあるホールの側壁を真上から見た場合の平面は木の葉型となっており、水平方向に6分割されたステージ後壁の傾斜、船底型の天井を採用。様々な方向に音が響くよう、壁は10分の1の角度で内側に傾いている。開館から1年後には、木の乾燥が進むにつれ落ち着いた音色を醸し出すようになった。主ホールの残響時間は約1.6秒から1.8秒であり、音の強弱を示す音圧レベル、直接音と最初の反射音との時間差を示す初期反射音の遅れ時間、音源の振動が止まっても音がしばらく聞こえる時間を示す残響時間、両耳に入っている音の類似度を示す両耳間相関度という、音響の要因は4つ全て、クラシック音楽に理想的な数値を示している。世界有数の音響の良さを有するため、主ホールでの演奏は響きのレベルが違い、品格があり豊かな響きになるので、本格的な音響を生かす演奏会などに向いている。
1994年（平成6年）の開館時には、約15分の検査時間で各人の音の好む音や個人差をコンピューターで分析し、その人に最適な座席を割り出す事ができ、演奏家にとっても、自分の演奏している音が聴衆に、どう聞こえるかを知ることにより演奏法の工夫が可能になるメリットがある、世界初の装置「音場シミュレーション室」も稼働していた。高齢者に耳の遠い者が多い事など、音を聞く能力には個人差が大きく、両耳の聞こえ方の差、音の強さや残響時間など、好みは多種多様であるため、自分に最適な席を知らない事により、コンサートに満足できず帰る者も多いのではないかと考えた安藤の理論を基に、音場シミュレーション室はつくられ、部屋にはコンサートホール設計に使用する業務用コンピューターなどを設置。反響の無い無響室で録音した室内楽曲などが、残響時間や音の強さなどを様々に変えスピーカーから流せる仕組みになっており、測定を受ける者は、音を聞きながら二者択一方式で好きな音を選んでボタンを押す事で、そのデータをコンピューターで分析し、最も合う座席を探せた。音場シミュレーション室はその後、技術の進歩や革新に加え、機材の老朽化により現在は使用していない。
「全てS席」と賞される音響であるがゆえ、後述のシンポジウムも含め建築家や音響関係者が視察に訪れており、1995年（平成7年）に行われた後述の国際音響学会「MCHA95」では、音響学の専門家から「奇跡のホール」と称賛される。2014年（平成26年）5月3日に来演したウィーン少年合唱団は「音の響きが素晴らしく歌いやすかった」と、自然に囲まれた立地も含め賛辞を述べ、ボッセも「世界で最も優れた室内楽ホール」と太鼓判を押すなど、国内外の一流音楽家がこのホールで演奏したいと言う程、その音響に国内外の音楽家から賛辞が寄せられており、霧島国際音楽祭へ来演したトップ演奏家らも絶賛するなど、霧島国際音楽祭に常連の著名音楽家が多い理由の一つにもなっている。

## 沿革
当ホールがある場所はかつて、1954年（明治29年）5月に九州種馬牧場が創設され、その後を承け1965年（明治40年）8月に農林省鹿児島種馬所が開始される。昭和天皇が大日本帝国陸軍により行われる大演習を視察するため宮崎県を訪れた際、1935年（昭和10年）11月16日に農林省鹿児島種馬所へ立ち寄った行幸を記念して、その翌年である1936年（昭和11年）11月16日に当時公爵であった島津忠重が中心となり、当ホールの隣り西側にあり当ホールより高い丘になっている場所に「御展望所聖蹟」と記された石碑の記念塔が建てられる。1984年（昭和59年）5月20日には、当ホール南側に隣接する「霧島高原 自然教育の森」の南にある広場「天皇陛下お手植えの地」において第35回・全国植樹祭が開催され、昭和天皇の手により杉の苗木3本が植えられる。2001年（平成13年）11月18日には、同地に皇太子が来場して第25回・全国育樹祭が開催された。
霧島国際音楽祭は開始以来、ホテルのロビーなどで開催されていたため、ボッセら音楽家は「この地に音楽ホールが欲しい」と事あるごとに訴え続ける。地域住民から、きちんとしたホールで開催できないかという声が徐々に高まり、1985年（昭和60年）には本格的な音楽ホールの建設を鹿児島県に要望。
他県の自治体から霧島国際音楽祭を譲って欲しいと働きかけられ、赤字続きの音楽祭に主催のジェスク音楽文化振興会は、他の地での開催や離脱を検討。国際的な催しの窮地を知った鹿児島県は、1987年（昭和62年）の第8回に約1千万円の事業費予算を組んで本格的な支援に乗り出し、主催団体に加わる。1987年（昭和62年）9月、姶良地区から当選した前田終止が県議会の一般質問で「地域活性のために将来を見通した音楽ホールの建設は急務。県として建設する考えは無いか」と質問。当時の県知事は「何でも県に頼られても困る」と答弁。地元の盛り上がりを受けた牧園町は1988年（昭和63年）、霧島国際音楽祭の10周年を節目に、町長がホール建設に前向きな意見を表明し、調査費500万円を予算に計上。霧島町でも音楽堂建設の声が上がるが、どちらも財政問題などから白紙に戻される。
建設推進派は何年もかけ、街角でコンサートや署名運動など住民による県知事への陳情活動を実施し続け、財政的問題を抱えていた県も、世論の盛り上がりを無視できなくなる。1990年（平成2年）3月9日、県議会で質問した前田に、前年に鹿児島県知事となった土屋佳照は、音楽ホールの建設を正式に表明。鹿児島県総合基本計画戦略プロジェクト「かごしま文化シンフォニー」において、霧島地域の自然を生かした文化ゾーンとして霧島国際芸術の森構想も打ち出し、ホールがその中核施設となる。霧島国際音楽祭のためだけのメインホールとして、開催期間だけ利用する目的で計画が開始。1991年（平成3年）6月、霧島国際音楽ホール基本構想策定委員会が設置される。鹿児島空港から近く、周辺に保養地があり、町有地があった事などから場所を選定。一桁億円の予算で計画されるが、世界的な設計者に依頼する事になり予算が5倍から6倍に膨らんだため、年間で使えるホールへと設計変更され計画が拡充される。当ホールのために鹿児島県文化振興財団を立ち上げようという事になり、霧島国際芸術の森構想に、鹿児島県文化センターなどを含めた財団とする事となる。後に、財団には鹿児島県上野原縄文の森も含められる事となり、縄文の森や霧島アートの森などと当ホールが連携したバスツアーも行われている。1993年（令和5年）3月、ホールの本体工事に着手。1994年（平成6年）6月20日、ホールが竣工。
1994年（平成6年）7月22日、当ホールが開館。芸術・文化団体や工事関係者ら県内外から約500人が招待され行われた開館記念式典では、鹿児島県内の有志45人で編成した同ホール開館記念オーケストラがボッセ指揮の下、このホールのために鹿児島短期大学講師の久保禎が作曲した献堂曲「霧島」を主ホールで演奏。式の後の祝賀会では霧島九面太鼓が披露され、地元の主婦を中心にしたボランティアグループが作った料理が出された。翌日には、無料招待された近隣の学生約200名と共に内親王・紀宮が、ウィーン・ヴィルトゥオーゾの開館記念演奏会を鑑賞。当ホールでは初の開催となる第15回・霧島国際音楽祭は、入場者数が前年の1800人から3倍近い4850人に増加。
1995年（平成7年）7月21日、秋篠宮夫妻が当ホールで九面太鼓を鑑賞。1996年（平成8年）2月3日、当ホールが雄大な霧島連山の自然と共生し合うホールづくりを目指し、これまでホール周辺にオオシマザクラ、エゴノキ、ケヤキなど約600本を植樹してきた事もあり、当ホールの身障者用駐車場前に、ホールのシンボルツリーとなる15年生の樹高7m、目通り62cmのセイヨウシナノキが植樹された。
同年7月22日、当ホールが第37回・BCS賞を受賞。1996年（平成8年）11月19日に東京都でBCS賞の授賞式が行われた。1998年（平成10年）9月25日、建設省から当ホールが公共建築百選に選ばれる。2000年（平成12年）4月1日、音響家が選ぶ優良ホール100選に当ホールが選ばれる。1999年（平成11年）8月5日、第10回・全国音楽祭サミットin霧島を開催。2007年（平成19年）4月29日、新しい祝日となった昭和の日にちなんだ記念植樹が敷地内で行われ、霧島市の木となっているもみじが公募により木のオーナーとなった参加者により、昭和の年号にちなんだ64本植えられた。2008年（平成20年）からは、霧島市内における全ての小学校と中学校から児童生徒が参加し、合唱や吹奏楽などを当ホールで披露する「小・中学校音楽のつどい」が始まる。
2010年（平成22年）12月10日、霧島国際音楽祭の拠点として当ホールが音楽文化の発展と普及に貢献している事や、地元ボランティアなどとの連携が評価された事により、地域創造が文化的な功績のあった公立文化施設を表彰する地域創造大賞に、鹿児島県内の施設としては初めて選ばれる。総務大臣賞である第7回・地域創造大賞は、全国から応募した43施設から8施設が選ばれ、2011年（平成23年）1月21日に東京都内のホテルで行われた表彰式では、鹿児島県知事らに表彰状などが授与された。
生前のボッセが「霧島の地に散骨して欲しい」と言い残したその思いを汲み、鹿児島市、牧園町、霧島町の3つの霧島国際音楽祭友の会が中心になって募金を呼び掛け、音楽祭に参加した音楽家らも協力し、当ホールの敷地に高さ90cm、横幅約120cmの石碑が建てられ、2012年（平成24年）7月29日にはボッセの石碑完成を記念して除幕式が行われ、妻の美智子や娘、鹿児島県知事らが出席した。
2021年（令和3年）9月、鹿児島県出身の東京都に在住している90代の医師から鹿児島県に、みやまコンセールのパイプオルガン建造資金として多額の寄付がなされる。設計当初の段階から設置が想定されていた主ホールの2階部分にパイプオルガンの設置が決まり、県の選定委員会により上限額1億7千万円以内で企画提案の公募が行われた結果、ヤマハを代理店とするルクセンブルクのトーマ社（ドイツ語: Manufacture d’Orgues Thomas）、及びドイツのクライス社（ドイツ語: Johannes Klais Orgelbau）の共同体による提案が採用され、2023年（令和5年）2月には選定委員会委員であるオルガニストのジャン＝フィリップ・メルカールト（オランダ語: Jean-Philippe Merckaert）と両社が現地で打ち合わせを行う。2024年（令和6年）10月からパイプオルガンの設置工事が開始され、2025年（令和7年）5月に設置完了。
2023年（令和5年）2月3日、25年以上にわたり地域環境に貢献し、風雪に耐え美しく維持され、社会に対し建築の意義を語りかけて来た建築物を日本建築家協会が顕彰する、2022年（令和4年）度の第22回・JIA25年賞を受賞。
なお、音響設計者の安藤は当ホールにおいて、1995年（平成7年）5月15日から18日までの4日間、安藤の呼びかけで安藤ら実行委員会が主催し、音響に関する学会の国際シンポジウム「音楽とコンサートホール音響学 MCHA95」を実施。ドイツからは、ドイツ物理工学研究所（ドイツ語: Physikalisch-Technische Bundesanstalt）の教授で楽器の研究をひたすら続けているユーゲン・メイヤー（ドイツ語: Jürgen Meyer）、ゲオルク・アウグスト大学ゲッティンゲンの教授であるマンフレッド・シュローダー（ドイツ語: Manfred Schroeder）、音の広がり感などに関する研究の先駆者であるピーター・ダマスクらが、アメリカ合衆国からは、ワシントン大学の教授で著名な建築家であるトーマス・ローレンス・ボスワース（英語: Thomas Bosworth）、音響コンサルタントであるレオ・ベラネック、J・クリストファー・ジャッフェ（英語: J. Christopher Jaffe）、ジェイ・R・ジョンソンらが出席。7か国から、音の専門家やホール設計を行う建築の専門家ら、約200人が参加。鹿児島県文化振興財団が共催し、日本建築学会、日本音響学会、アメリカ音響学会（英語: Acoustical Society of America）が協賛して開催。内容はコンサートホールの音響が中心であり、約40人の研究者が、音響や照明などホールの構造が演奏に与える影響など、ホール音響についての論文を、学術的なレベルからコンサルタントのレベルまで幅広い内容で発表し、講演や討論を行った。音楽の演奏も実際に行われたほか、音場シミュレーション室についての発表や、体験も行われた。2003年（平成15年）12月に安藤は、MCHA95にも参加したトーマス・ローレンス・ボスワースに基本設計を依頼し、当ホールに近い霧島市の別荘地における雑木林に囲まれた環境に建築した木造85平方メートルの家が完成したため、妻と共に入居。2005年（平成17年）7月23日から28日には、「建築・環境の時間設計」と題し、国際シンポジウム「ISTD」の第2回を当ホールを含めた複数会場で実施。安藤らが共催し、熊本大学、産業技術総合研究所、建築団体、鹿児島県の自治体などが後援を行い、安藤、トーマス・ローレンス・ボスワース、堤剛らによる学術講演などを実施。2007年（平成19年）5月19日にも、当ホールにおいて音楽を絡めたシンポジウムを行うなど、再び神戸へ移住するまでの数年間、安藤は当ホールにおいて様々な活動を実施する程であった。

### 年表
- 1990年（平成2年）3月9日 - 県議会で県知事によって音楽ホールを建設することが明言される。
- 1994年（平成6年）7月22日 - 霧島国際音楽ホールが開館。
- 1996年（平成8年）7月22日 - 第37回・BCS賞を受賞。
- 1998年（平成10年）9月25日 - 公共建築百選に選ばれる。
- 2000年（平成12年）4月1日 - 優良ホール100選に選ばれる[注釈 18]。
- 2010年（平成22年）12月10日 - 第7回・地域創造大賞を受賞。
- 2023年（令和5年）2月3日 - 第22回[注釈 19]・JIA25年賞を受賞。

## サービス
車椅子やベビーカーの貸出も行っている。貸館も行っており、休館日や予定が埋まっている日を除き、主ホールと野外音楽堂は1年前から、リハーサル室と練習室は半年前から予約を受け付けている。
開館時間
9時00分 - 17時00分
貸館に伴う施設利用：9時00分 - 22時00分
休館日
月曜日（祝日の場合は開館し翌日休館）
年末年始（12月28日から1月4日まで）

## 設計・施工
外観は外洋に乗出す船をイメージしており、設計は槇文彦。当時、槇の設計事務所である槇総合計画事務所のスタッフとして働く若月幸敏と池田靖史も設計を行い、3次元コンピュータグラフィックスのCADで設計された。
施工者は竹中工務店。開館日の南日本新聞には、パナソニック、ユアサ、YKK、ヤンマー、千歳電気工業、三晃金属工業、三精テクノロジーズなど関与した約60社の社名も掲載される。
施工期間は、1993年（平成5年）4月から1994年（平成6年）6月で、1994年（平成6年）6月1日に竣工した。

## 立地

### 所在地

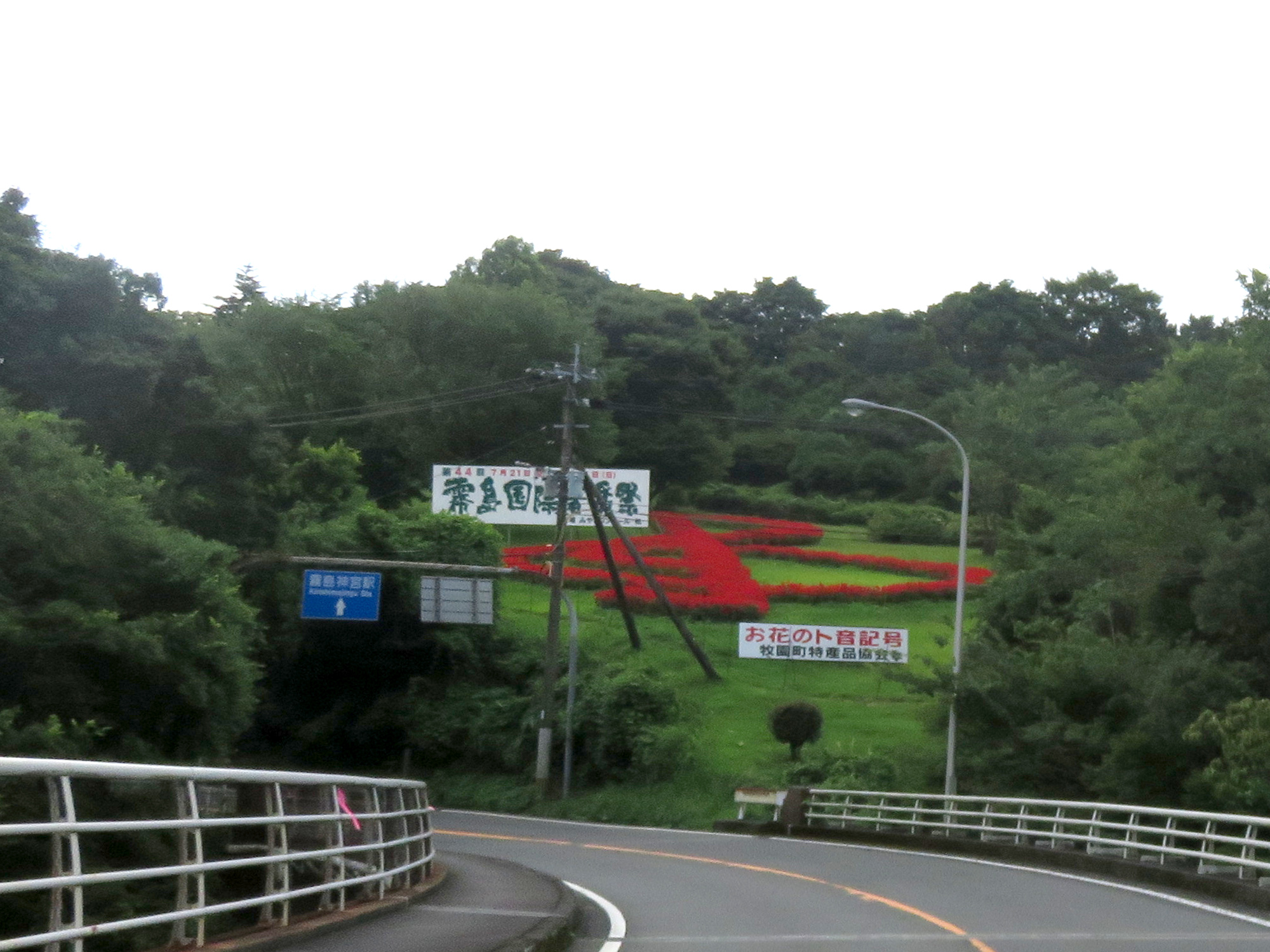
お花のト音記号

みやまコンセールの敷地内には、霧島国際音楽祭を盛り上げようと、牧園町特産品協会が地域で約2800鉢のマリーゴールドの苗を、道路沿いの北側に毎年植え、ト音記号の花文字を作って音楽祭の時期に咲くよう管理しており、みやまコンセール建設当初から続けられている。
周辺の公園一帯には桜が生えており、開花の時期は花見で賑わう。当ホールの東にある車道を挟んだ隣りにある霧島高原国民休養地には、旧・牧園町が有名クラシック音楽作曲家の生家をモチーフにして建設したコテージの、「バッハ」「ベートーベン」「シューベルト」がそれぞれ1号館、2号館、3号館の計9棟に加え、2023年（令和5年）6月に完成した「モーツァルト」も含めた計10棟の「シンフォニーコテージ」が建っている。各コテージには、便所、シャワー、炊事場、冷蔵庫などが設備されているため、サークル等での合唱練習や合宿練習など、当ホールを利用する学生などの宿泊にも使用されている。コテージの利用者は敷地内の温泉「シンフォニースパ」へ入り放題で、コテージには自動車の乗入れも可能であり、バッハの2号館と3号館はペットの同伴もできる。

### 交通アクセス
市街地から離れた場所にあり、鹿児島市内からは高速道路を使用しても約1時間かかる立地なため、交通の便が良い場所ではない。
バスでは、鹿児島交通の「柳平」バス停より徒歩約10分の距離にあるが、バスの便数は多くない。自主事業や霧島国際音楽祭の際には、事前予約制の直通臨時バス「みやま特急 チェロまろ号」も、開演時刻及び終演時刻に合わせて運行されており、鹿児島市内の天文館から乗車でき、鹿児島中央駅、下伊敷、鹿児島空港の計4か所を経由。
駐車場は平面駐車場で無料で利用でき、大型バス等のスペースが6台分あるA駐車場は約250台、B駐車場は約120台、C駐車場は約40台、計410台が収容可能。タクシーや送迎車などの乗降用として、道幅が狭いロータリーもある。ホールの北側にある野外音楽堂側は、パーキングパーミット制度利用者の者が優先の身障者用駐車場が7台設けられており、入口ゲートも設置されている。